# Анна фон Брауншвайг-Волфенбютел
Вижте пояснителната страница за други личности с името Анна фон Брауншвайг-Волфенбютел.
Анна фон Брауншвайг-Волфенбютел (на немски: Anna von Braunschweig-Wolfenbüttel; * ок. 1390; † 11 август 1432, Инсбрук) е принцеса от род Велфи от Брауншвайг-Люнебург и Волфенбютел и чрез женитба херцогиня на Горна Австрия и графиня на Тирол.

## Живот
Тя е дъщеря на херцог Фридрих I фон Брауншвайг-Волфенбютел († 1400) и съпругата му Анна фон Саксония-Витенберг († 1426), дъщеря на курфюрст Венцел от род Аскани.
Анна се омъжва през 1410 г. за Фридрих IV от Тирол с празния джоб, (1382 – 1439) от род Хабсбурги, херцог на Горна Австрия и граф на Тирол. Тя е втората му съпруга. Те имат децата:
- Маргарета (1423 – 1427)
- Хедвига (1424 – 1427)
- Волфганг (*/† 1426)
- Сигизмунд (1427 – 1496), херцог на Австрия и Тирол, бездетен.

Погребана е в гробницата на Фридрих в манастир Щамс.